# Ansei
Ansei (japanisch 安政) ist eine japanische Ära (Nengō) von Januar 1855 bis April 1860 nach dem gregorianischen Kalender. Der vorhergehende Äraname ist Kaei, die nachfolgende Ära heißt Man’en. Die Ära fällt in die Regierungszeit des Kaisers (Tennō) Kōmei.
Der erste Tag der Ansei-Ära entspricht dem 15. Januar 1855, der letzte Tag war der 7. April 1860. Die Ansei-Ära dauerte sechs Jahre oder 1910 Tage.

## Ereignisse
In der vorangegangenen Ära Kaei ereigneten sich mehrere schwere Erdbeben. Diese Naturkatastrophen waren Anlass den Äranamen in Ansei zu ändern. Die Erdbeben wurden zwar nach der Ära Ansei benannt, sind jedoch bei der Ära Kaei unter dem Datum, an dem sie sich ereigneten, gelistet.
- 1855 Vertrag von Shimoda, eines Handels-, Schifffahrts- und Grenzziehungsvertrags zwischen Japan und Russland
- 1855 März Hida-Erdbeben (飛騨地震) in der Provinz Hida
- 1855 November Ansei-Edo-Erdbeben 1855
- 1856 August Ansei Hachinoe Oki Erdbeben (安政八戸沖地震)
- 1856 Philipp Franz von Siebold kommt zum zweiten Mal nach Japan
- 1856 September ein Taifun verwüstet Edo und fordert 100.000 Menschenleben
- 1858–1859 Ansei-Säuberung
- 1858 Gründung der Rangaku-juku, Vorläufer der Keiō-Universität, durch Fukuzawa Yukichi
- 1858 April Hietsu-Erdbeben in Hokuriku
- 1858 Juli Harris-Vertrag
- 1858 Unterzeichnung der „Fünf Ansei Verträge“ (安政五カ国条約, Ansei no goka koku jōyaku)
- 1859 Juli Eröffnung des Hafens in Yokohama
- 1860 Uraufführung des Kabuki-Stücks Sannin Kichisa Kuruwa no Hatsugai (三人吉三廓初買) von Kawatake Mokuami durch die Ichimura-za
- 1860 März Sakuradamon-Zwischenfall